# Standbeeld van Janey Tetary
Het standbeeld van Janey Tetary staat in Paramaribo, Suriname. Het staat aan de Grote Combéweg, waar de weg langs het Onafhankelijkheidsplein overgaat in de Henck Arronstraat. Het kunstwerk staat op een kleine sokkel met ernaast een plaquette en werd gemaakt door George Ramjiawansingh.
Janey Tetary was een contractarbeider die in 1880 in Suriname aankwam. Het werk was zwaar op de plantage Zorg en Hoop en gebeurde onder slechte leefomstandigheden, met straffen en geldboetes. Tijdens de opstand van Zorg en Hoop in 1884 werd een opzichter toegetakeld, waarna de contractarbeiders weigeren de dader aan te wijzen. Vervolgens ondernamen vijftig militairen een aanval die Tetary met een groep vrouwen zou hebben geprobeerd af te slaan. Die dag kwamen zij en zes mannen om het leven.
Haar verhaal bleef lange tijd onbekend in zowel koloniale bronnen als orale vertellingen. Ook noemde Anton de Kom haar niet in zijn boek. In 2011 publiceerde Radjinder Bhagwanbali het boek Tettary – de koppige, waarin wel veel details voorkomen.
Zes jaar later kwam dit boek onder de aandacht tijdens een paneldiscussie van de Culturele Unie Suriname (CUS) op Internationale Vrouwendag, met Bhagwanbali als spreker. Hierin maakte hij ook een pleidooi voor herstelbetalingen. Twee maanden later maakte de CUS bekend met een borstbeeld te willen komen en kwam met de campagne Tetary Moet Opstaan om geld in te zamelen. In de loop van het jaar ontwikkelde Tetary zich tot een nationale heldin en er was voldoende geld om met een standbeeld in plaats van een borstbeeld te komen. Het borstbeeld van Barnet Lyon (alias Koelie papa), ooit geëerd voor zijn immigrantenwerk, moest voor haar beeld ruimen. Volgens de initiatiefnemers omdat Barnet Lyon verantwoordelijk zou zijn geweest voor haar dood. Historicus Maurits Hassankhan sprak van geschiedvervalsing omdat hier geen historisch bewijs voor zou zijn. Ook andere critici wijzen naar een gebrek aan historisch bewijs. Die opdrachtgever voor het militaire ingrijpen was in elk geval niet Barnet Lyon, maar baron Van Heerdt tot Eversberg.
Voorafgaand aan de plaatsing overlegde voorzitter Aniel Manurat van de CUS met de voorzitter Michael Soebhan van de Surinaamse Moeslim Associatie (SMA). Soebhan had zich erover beklaagd, want "De islam verbiedt iedere vorm van het vereren en overwaarderen van schepselen." Volgens Manurat zou het beeld niet tegen de regels van de islam, omdat het niet bedoeld is om de persoon Tetary te aanbidden, "maar ter herinnering aan één van onze moeders die zoveel offers gebracht heeft voor de nakomelingen en wij Hindoestanen in Suriname." Na deze uitleg zou Soebhan het daarmee eens zijn, aldus Manurat.
Vicepresident Ashwin Adhin sprak bij de onthulling op 24 september 2017 met lof over het beeld dat bij zou gaan dragen aan het dekoloniseren van de geest. Op 19 juni 2018, tijdens zijn bezoek aan Suriname, brachten de Indiase president Ram Nath Kovind en president Desi Bouterse een bloemenhulde aan het standbeeld van Tetary.